# 蒙西镇
蒙西镇，是中华人民共和国内蒙古自治区鄂尔多斯市鄂托克旗下辖的一个乡镇级行政单位。

## 行政区划
蒙西镇下辖以下地区：
隆安社区、蒙西社区、新民村、羊场村、碱柜村、渠畔村、其劳图村、苏亥图嘎查、伊克布拉格嘎查和巴音温都尔嘎查。